# La Chanson d'une nuit
Pour plus de détails, voir Fiche technique et Distribution.
La Chanson d'une nuit est un film franco-germano-autrichien réalisé par Anatole Litvak, sorti en 1933.
Le film a été tourné en Autriche. Deux autres versions ont été réalisées simultanément, une allemande (Das Lied einer Nacht) et une anglaise (Tell Me Tonight), toutes deux avec – comme dans la version française – Jan Kiepura et Magda Schneider dans les principaux rôles.

## Synopsis
Enrico Ferraro est une star en tant que ténor d'opéra mais la vie de célébrité n'est pas faite que de belles choses. Son manager le pressure chaque jour davantage alors que Ferraro n'aspire qu'à du temps libre. Il fuit le stress en se rendant au sud où il rencontre Koretzky, qui lui ressemble étonnamment comme un double. Ferraro, qui y voit sa chance, décide de l'utiliser pour le remplacer lors des répétitions. 
Plus tard, Ferraro rencontre Mathilde une charmante chanteuse d'opéra, qui va en réalité être utilisé par Koretzky. Ce dernier n'est qu'un escroc qui épouse de jeunes femmes riches avant de les abandonnés le lendemain. Persuadé par Koretzky qu'il peut l'aider à conquérir son cœur, Ferraro prête sa voix pour une sérénade des adorés. Mais Mathilde découvre le subterfuge et prévient la police. Ferraro va en prison et seul le son sa voix peut prouver son innocence et Koretzky se retrouve derrière les barreaux, tandis que Ferraro et Mathilde finissent par se marier.

## Fiche technique
- Titre : La Chanson d'une nuit
- Réalisation : Anatole Litvak
- Scénario : Henri-Georges Clouzot, Irma von Cube et Albrecht Joseph
- Photographie : Robert Baberske et Fritz Arno Wagner
- Musique : Willy Schmidt-Gentner et Mischa Spoliansky
- Production : Arnold Pressburger et Gregor Rabinovitch
- Sociétés de production : Cine-Allianz Tonfilmproduktions GmbH, L'Alliance Cinématographique Européenne (ACE)
- Pays d'origine :  France /  Reich allemand /  Autriche
- Format : Noir et blanc - 1,37:1 - Mono
- Genre : Comédie
- Durée : 85 minutes
- Date de sortie : 3 février 1933 (Paris)
- Affiche : Germaine Marx (France)

## Distribution
- Jan Kiepura : Enrico Ferraro
- Magda Schneider : Mathilde
- Pierre Brasseur : Koretzky
- Charles Lamy : Balthazar
- Pierre Labry : L'inspecteur
- Lucien Baroux : Pategg
- Charlotte Lysès : Mme. Pategg
- Clara Tambour : Le manager
- René Bergeron : L'employé des contributions
- Sinoël

## Article Annexe
- Liste des longs métrages allemands créés sous le nazisme